# Грибков Сергій Миколайович
Сергі́й Микола́йович Грибко́в (нар. 1 жовтня 1981 — пом. 5 вересня 2014) — прокурор, молодший радник юстиції, солдат Збройних сил України, доброволець батальйону «Айдар», учасник російсько-української війни.

## Біографія
Народився 1981 року в місті Луцьк (також зазначається місто Старокостянтинів). Закінчив луцьку середню школу № 7. Здобув вищу освіту у Волинському державному університеті імені Лесі Українки. Після проходження строкової військової служби у 2005 році почав свій трудовий шлях помічником Володимир-Волинського міжрайонного прокурора Волинської області. Потім працював на різних посадах у прокуратурі міста Луцька та обласному апараті прокуратури Волині. Станом на 2014 рік — молодший радник юстиції, прокурор відділу захисту прав і свобод дітей прокуратури Волинської області.
У зв'язку з російською збройною агресією проти України в липні 2014 року взяв відпустку і добровольцем пішов на фронт у складі 24-го батальйону територіальної оборони «Айдар». 28 серпня був оформлений у батальйон через Сватівський райвіськкомат. Солдат, водій-електрик. Псевдо «Прокурор».
5 вересня 2014-го зник безвісти під час бою з російськими диверсантами, які напали на бійців 2-ї роти батальйону із засідки поблизу села Весела Гора. Бійці на двох машинах під'їхали до блокпоста — на ньому майорів український прапор. Командир групи вийшов з машини, терористи відкрили вогонь. Прострелено бензобак, одна з автівок вибухнула.
Був похований під Старобільськом, на військовому кладовищі у селі Чмирівка, як невідомий солдат. 2016 року упізнаний за експертизою ДНК. 8 квітня 2016 року перепохований на Алеї почесних поховань луцького міського кладовища у селі Гаразджа.
Неодружений, без сина лишилися батьки.

## Нагороди та вшанування
- Указом Президента України № 403/2018 від 1 грудня 2018 року «Про відзначення державними нагородами України з нагоди Дня працівників прокуратури», за значний особистий внесок у розбудову правової держави, самовіддані дії та високий професіоналізм, виявлені під час виконання службових обов'язків, нагороджений орденом За мужність ІІІ ступеня (посмертно)[1].
- Рішенням Луцької міської ради № 60/90 від 21 серпня 2019 року присвоєно звання «Почесний громадянин міста Луцька» (посмертно)[2].
- Рішенням Волинської обласної ради № 31/3 від 10 вересня 2020 року присвоєно звання «Почесний громадянин Волині» (посмертно)[3].
- Нагороджений нагрудним знаком «За оборону Луганського аеропорту» (посмертно)[2].
- Його портрет розміщений на меморіалі «Стіна пам'яті полеглих за Україну» у Києві: секція 4, ряд 10, місце 1
- Вшановується в меморіальному комплексі «Зала пам'яті», в щоденному ранковому церемоніалі 5 вересня[4]